# Rudolf Trostel
Rudolf Trostel (Berlim, 26 de dezembro de 1928 – Berlim, 29 de fevereiro de 2016) foi um engenheiro alemão, professor da Universidade Técnica de Berlim (TUB).

## Formação e carreira
Filho de um empresário da construção civil de Berlim, com 17 anos de idade iniciou o curso de engenharia civil na Universidade Técnica de Berlim. A turbulência da guerra não o deixou sem vestígios, já que ele foi convocado pela Wehrmacht como ajudante fase final da Batalha de Berlim.
Sua carreira acadêmica se desenvolveu em tempos recordes. Após dez semestres obteve o diploma, sendo em seguida assistente científico de István Szabó no Instituto de Mecânica da TUB em 1952, completou o doutorado em 1955 com uma tese sobre tensões térmicas, completou a habilitação em 1957 e trabalhou como professor de mecânica em sua alma mater de 1963 a 1997.

## Atividade de ensino e pesquisa
No início de sua pesquisa científica Trostel lidou com problemas relacionados à aplicação, como por exemplo o cálculo de tensões térmicas ou o comportamento de estruturas pneumáticas; para este último problema ele forneceu a base da mecânica estrutural do livro de Frei Otto na forma da teoria da membrana. Após sua nomeação como professor sua pesquisa se concentrou nos fundamentos da mecânica do contínuo, com foco no campo da teoria dos materiais. Trostel desenvolveu o entendimento axiomático de Georg Hamel sobre mecânica elementar e mecânica teórica, e por outro lado foi inspirado por Walter Noll, seu amigo e colega de seus dias como assistente de István Szabó para essa área de pesquisa, a mecânica racional. Noll, que se mudou de Berlim para os Estados Unidos em 1955 e lecionou na Universidade Carnegie Mellon, em Pittsburgh, Pensilvânia, era uma das principais mentes nesse campo, juntamente com Trostel. O mérito de Trostel é a introdução de uma notação clara e compacta na mecânica do contínuo. Com suas aulas sobre álgebra tensorial e cálculo tensorial, influenciou várias gerações de seus alunos.
Trostel trabalhou até o início dos anos 1980 no círculo de editores da revista Der Bauingenieur , liderado por Konrad Sattler. De 1981 a 1992 Trostel editou o anuário do Humanismus und Technik e promoveu dentre outros as publicações de Karl-Eugen Kurrer sobre a história da engenharia estrutural.
Trostel foi considerado o representante mais imaginativo e influente da Escola de Mecânica de Berlim, fundada por Georg Hamel e continuada por seu mentor e incentivador István Szabó. Sua pesquisa ultrapassou o âmbito da mecânica clássica na década de 1980: Trostel desenvolveu com modelos do continuum generalizados, como o denominado continuum de Cosserat de Eugène Cosserat, uma teoria de turbulência, que foi publicada apenas em seu livro lançado em 2010, Theoriekonstruktionen der Mechanik Ele próprio a descreveu como sua publicação científica mais importante. Dentre os alunos de Trostel constam Albrecht Bertram, Rainer Sievert e Gerhard Silber.

## Obras
- Berechnung der Membranen. In: Frei Otto (Ed.): Zugbeanspruchte Konstruktionen. Volume 1, Verlag Ullstein, Berlim 1962.
- Gedanken zur klassischen Punktmechanik. In: Humanismus und Technik. Jahrbuch 1981. Universitätsbibliothek der TU Berlin (Abt. Publikationen), Berlim 1981, p. 63–134.
- Ein Verifikationsschema für die Grundgleichungen der Relativistischen Punktmechanik. In: Humanismus und Technik. Jahrbuch 1982. Universitätsbibliothek der TU Berlin (Abt- Publikationen). Berlim 1982.
- Vektor- und Tensoralgebra. (= Mathematische Grundlagen der Technischen Mechanik. I). Vieweg Verlag, Wiesbaden 1993, ISBN 3-322-93972-3.
- Vektor- und Tensoranalysis. (= Mathematische Grundlagen der Technischen Mechanik. II). Vieweg Verlag, Wiesbaden 1997, ISBN 3-322-96268-7.
- Materialmodelle der Ingenieurmechanik. (= Mathematische Grundlagen der Technischen Mechanik. III). Vieweg Verlag, Wiesbaden 1999, ISBN 3-322-93842-5.
- Theoriekonstruktionen der Mechanik. Tectum Verlag, Marburg 2010, ISBN 978-3-86680-192-9.
- Rudolf Trostel (Ed.): Aus Theorie und Praxis der Ingenieurwissenschaften: Mathematik, Mechanik, Bauwesen. Festschrift zum 65.Geburtstag von István Szabó. Ernst & Sohn, Berlim 1971, ISBN 3-433-00579-6.
- Zur Systematik fest-idealplastischer Medien. In: Rudolf Trostel (Ed.): Aus Theorie und Praxis der Ingenieurwissenschaften: Mathematik, Mechanik, Bauwesen. Festschrift zum 65. Geburtstag von István Szabó. Ernst & Sohn, Berlim 1971, ISBN 3-433-00579-6, p. 31–38.
- Eine mögliche Verallgemeinerung der Zweiten Hauptgleichung der Thermodynamik. In: Wolfgang Zander (Ed.): Beiträge zu den Theorien und Anwendungen der Mechanik. Festschrift zum 70. Geburtstag von Herrn Prof. Dr.-Ing. István Szabó. Universitätsbibliothek der TU Berlin (Abt. Publikationen), Berlim 1976, ISBN 3-7983-0575-7, p. 7–26.